# Vasco Live Roma Circo Massimo
Vasco Live Roma Circo Massimo è un album live del cantautore italiano Vasco Rossi, pubblicato il 22 dicembre 2022 dalla Virgin Records.

## Descrizione
Registrato l'11 e il 12 giugno 2022 al Circo Massimo di Roma nel corso del tour Vasco Live 2022, il concerto mette insieme brani provenienti dall'ultimo album in studio Siamo qui (come XI comandamento e la stessa title track), opere del repertorio di Vasco Rossi eseguite raramente o per la prima volta dal vivo (come nel caso di Amore... aiuto tratto da Vado al massimo), oltre ai pezzi classici del rocker di Zocca.
L'edizione standard dell'album consiste in un doppio CD. Della stessa opera, sono stati pubblicati due formati speciali e a tiratura limitata: il primo consiste in quattro LP numerati; il secondo è un box set contenente due CD, due DVD e il Blu-Ray.
Dalle riprese del doppio evento è stato tratto il film concerto Vasco Live: Roma Circo Massimo XXII, diretto da Pepsy Romanoff e uscito in anteprima nelle sale cinematografiche il 14, 15, 16 novembre dello stesso anno.

## Tracce

### CD

#### CD 1
1. Intro Vasco Live 2022 – 2:24
2. XI comandamento – 3:21
3. L'uomo più semplice – 4:43
4. Ti prendo e ti porto via – 3:26
5. Se ti potessi dire – 4:34
6. Senza parole – 4:59
7. Amore... aiuto – 4:52
8. ...Muoviti! – 2:49
9. La pioggia alla domenica – 3:33
10. Un senso – 4:03
11. L'amore l'amore – 6:11
12. Tu ce l'hai con me – 3:33
13. C'è chi dice no – 4:56
14. Gli spari sopra – 4:17

#### CD 2
1. ...Stupendo – 7:25
2. Siamo soli – 4:04
3. Una canzone d'amore buttata via – 4:38
4. Ti taglio la gola – 3:33
5. Rewind – 4:38
6. Eh.. già – 4:08
7. Siamo qui – 4:36
8. Sballi ravvicinati del 3° tipo – 6:04
9. Toffee – 5:15
10. Sally – 4:48
11. Vita spericolata – 4:01
12. Canzone – 2:02
13. Albachiara – 7:05

### DVD

#### DVD 1
1. Intro Vasco Live 2022 + XI comandamento
2. L'uomo più semplice
3. Ti prendo e ti porto via
4. Se ti potessi dire
5. Senza parole
6. Amore... aiuto
7. ...Muoviti!
8. La pioggia alla domenica
9. Un senso
10. L'amore l'amore
11. Tu ce l'hai con me
12. C'è chi dice no
13. Gli spari sopra

#### DVD 2
1. ...Stupendo
2. Siamo soli
3. Una canzone d'amore buttata via
4. Ti taglio la gola
5. Rewind
6. Eh.. già
7. Siamo qui
8. Sballi ravvicinati del 3° tipo
9. Toffee
10. Sally
11. Vita spericolata
12. Canzone
13. Albachiara

## Classifiche

### Classifiche settimanali
| Classifica (2022) | Posizione massima |
| ----------------- | ----------------- |
| Italia            | 3                 |
| Svizzera          | 38                |